# Djurgårdens Idrottsförening Fotboll 2023
Questa voce raccoglie le informazioni riguardanti il Djurgårdens Idrottsförening Fotboll, meglio conosciuto come Djurgårdens IF o semplicemente Djurgården, nelle competizioni ufficiali della stagione 2023.

## Maglie e sponsor
Adidas è nuovamente sponsor tecnico, allo stesso modo Prioritet Finans rimane main sponsor.

La prima maglia presenta il classico stile a righe verticali di colore blu chiaro e blu scuro, mentre il secondo kit è rosso.
| Casa | Trasferta | Terza divisa |  |

## Rosa
| N. |                                 | Ruolo | Calciatore                 |
| -- | ------------------------------- | ----- | -------------------------- |
| 2  | Svezia (bandiera)               | D     | Piotr Johansson            |
| 3  | Svezia (bandiera)               | D     | Marcus Danielson           |
| 4  | Svezia (bandiera)               | D     | Jesper Löfgren             |
| 5  | Svezia (bandiera)               | D     | Elliot Käck                |
| 6  | Finlandia (bandiera)            | C     | Rasmus Schüller            |
| 7  | Svezia (bandiera)               | C     | Magnus Eriksson (capitano) |
| 8  | Svezia (bandiera)               | D     | Elias Andersson            |
| 9  | Bosnia ed Erzegovina (bandiera) | C     | Haris Radetinac            |
| 10 | Svezia (bandiera)               | A     | Joel Asoro                 |
| 11 | Norvegia (bandiera)             | A     | Oliver Berg                |
| 12 | Svezia (bandiera)               | D     | Theo Bergvall              |
| 13 | Svezia (bandiera)               | C     | Hampus Finndell            |
| 14 | Svezia (bandiera)               | C     | Besard Sabovic             |
| 15 | Svezia (bandiera)               | A     | Oskar Fallenius            |
| 16 | Svezia (bandiera)               | A     | Victor Edvardsen           |

| N. |                        | Ruolo | Calciatore               |
| -- | ---------------------- | ----- | ------------------------ |
| 16 | Tunisia (bandiera)     | D     | Rami Kaib                |
| 17 | Spagna (bandiera)      | D     | Carlos Moros Gracia      |
| 18 | Svezia (bandiera)      | A     | Jacob Bergström          |
| 18 | Angola (bandiera)      | A     | Vá                       |
| 19 | Svezia (bandiera)      | D     | Pierre Bengtsson         |
| 21 | Svezia (bandiera)      | C     | Lucas Bergvall           |
| 22 | Svezia (bandiera)      | C     | Wilmer Odefalk           |
| 22 | Azerbaigian (bandiera) | A     | Musa Qurbanlı            |
| 23 | Norvegia (bandiera)    | C     | Gustav Wikheim           |
| 26 | Svezia (bandiera)      | D     | Samuel Dahl              |
| 27 | Svezia (bandiera)      | D     | Jacob Une Larsson        |
| 29 | Svezia (bandiera)      | A     | Noel Milleskog           |
| 30 | Svezia (bandiera)      | P     | Tommi Vaiho              |
| 35 | Svezia (bandiera)      | P     | Jacob Widell Zetterström |
| 40 | Svezia (bandiera)      | P     | André Picornell          |

## Risultati

### Allsvenskan

#### Girone di andata
| Arbitro: | Andreas Ekberg |

|                                       |           |           |
| Finndell 16’ Wikheim 43’ Finndell 51’ | Marcatori | 60’ Cosic |

| Uppsala 9 aprile 2023, ore 15:00 2ª giornata | Sirius         | 0 – 0 referto | Djurgården | Studenternas IP (9 813 spett.)\| Arbitro: \| Joakim Östling \| |
| Arbitro:                                     | Joakim Östling |               |            |                                                                |

| Arbitro: | Joakim Östling |

|                             |           |  |
| Wallentin 18’ Ahlstrand 70’ | Marcatori |  |

| Arbitro: | Mohammed Al-Hakim |

|             |           |  |
| Finndell 6’ | Marcatori |  |

| Arbitro: | Granit Maqedonci |

|                             |           |             |
| Vukojevic 25’ Danielson 77’ | Marcatori | 41’ Sabovic |

| Arbitro: | Glenn Nyberg |

|                                                           |           |             |
| Olden Larsen 53’ Hovland 67’ Hovland 83’ Olden Larsen 85’ | Marcatori | 45+1’ Asoro |

| Arbitro: | Fredrik Klitte |

|                                           |           |            |
| Asoro 23’ Ólafsson 40’ (aut.) Wikheim 53’ | Marcatori | 66’ Hümmet |

| Arbitro: | Mohammed Al-Hakim |

|                                                                    |           |                                                        |
| Besara 34’ (rig.) Adjei 45+4’ Löfgren 56’ (aut.) Besara 84’ (rig.) | Marcatori | 49’ (aut.) Kurtulus 63’ Radetinac 88’ (rig.) Danielson |

| Arbitro: | Kaspar Sjöberg |

|                              |           |  |
| Eriksson 48’ Edvardsen 90+2’ | Marcatori |  |

| Arbitro: | Joakim Östling |

|                 |           |  |
| Berg 72’ (rig.) | Marcatori |  |

| Arbitro: | Andreas Ekberg |

|               |           |  |
| Danielson 82’ | Marcatori |  |

| Arbitro: | Kristoffer Karlsson |

|             |           |               |
| Larsson 46’ | Marcatori | 73’ Edvardsen |

| Arbitro: | Granit Maqedonci |

|                                     |           |                   |
| Guðjohnsen 39’ (aut.) Danielson 48’ | Marcatori | 27’ Lund 34’ Lind |

| Arbitro: | Adam Ladebäck |

|                            |           |  |
| Löfgren 4’ Berg 60’ (rig.) | Marcatori |  |

| Arbitro: | Magnus Lindgren |

|            |           |                              |
| Engvall 7’ | Marcatori | 69’ Schüller 77’ (rig.) Berg |

| Arbitro: | Mohammed Al-Hakim |

|                             |           |  |
| Fallenius 10’ Radetinac 81’ | Marcatori |  |

#### Girone di ritorno
| Arbitro: | Fredrik Klitte |

|  |           |                                                             |
|  | Marcatori | 3’ Bernhardsson 21’ (rig.) Okkels 42’ Okkels 66’ Guðjohnsen |

| Arbitro: | Adam Ladebäck |

|  |           |           |
|  | Marcatori | 22’ Asoro |

| Stoccolma 18ª giornata | Djurgården | – Anticipata al 24 maggio | Häcken | Tele2 Arena |

| Arbitro: | Andreas Ekberg |

|                      |           |               |
| Muçolli 77’ Berg 86’ | Marcatori | 20’ Milleskog |

| Malmö 20 agosto 2023, ore 15:00 20ª giornata | Malmö FF    | 0 – 0 referto | Djurgården | Eleda Stadion (20 772 spett.)\| Arbitro: \| Victor Wolf \| |
| Arbitro:                                     | Victor Wolf |               |            |                                                            |

| Arbitro: | Fredrik Klitte |

|                                                    |           |          |
| Wikheim 2’ Qurbanlı 23’ Qurbanlı 34’ Danielson 64’ | Marcatori | 20’ Gyau |

| Arbitro: | Granit Maqedonci |

|  |           |                                |
|  | Marcatori | 63’ (aut.) Nyman 76’ Radetinac |

| Arbitro: | Adi Aganovic |

|              |           |                            |
| Finndell 46’ | Marcatori | 5’ Zeljkovic 69’ Zeljkovic |

| Arbitro: | Fredrik Klitte |

|                       |           |  |
| Pittas 52’ Pittas 90’ | Marcatori |  |

| Arbitro: | Mohammed Al-Hakim |

|              |           |  |
| Bergvall 82’ | Marcatori |  |

| Arbitro: | Adi Aganovic |

|  |           |        |
|  | Marcatori | 46’ Vá |

| Stoccolma 22 ottobre 2023, ore 15:00 27ª giornata | Djurgården        | 0 – 0 referto | Hammarby | Tele2 Arena (24 564 spett.)\| Arbitro: \| Mohammed Al-Hakim \| |
| Arbitro:                                          | Mohammed Al-Hakim |               |          |                                                                |

| Arbitro: | Adam Ladebäck |

|           |           |                            |
| Vasić 79’ | Marcatori | 33’ Bergvall 58’ Fallenius |

| Arbitro: | Fredrik Klitte |

|                             |           |                                                  |
| Vá 22’ Danielson 61’ (rig.) | Marcatori | 41’ Persson 48’ Persson 52’ Abou Ali 67’ Persson |

| Arbitro: | Joakim Östling |

|                       |           |                |
| Skrabb 58’ Skrabb 75’ | Marcatori | 90+5’ Finndell |

### Svenska Cupen 2022-2023

#### Gruppo 2
| Arbitro: | Adam Ladebäck |

|                                                                           |           |             |
| Wikheim 12’ Andersson 27’ Asoro 45+2’ Berg 49’ Sabovic 79’ Bergvall 90+2’ | Marcatori | 86’ Diawara |

| Arbitro: | Mohammed Al-Hakim |

|               |           |                            |
| Milleskog 53’ | Marcatori | 7’ Wikheim 90+1’ Johansson |

| Arbitro: | Joakim Östling |

|                           |           |           |
| Eriksson 39’ Eriksson 44’ | Marcatori | 37’ Vasić |

#### Fase finale
| Arbitro: | Adam Ladebäck |

|                                      |                      |                                          |
| Andersson 86’ Finndell 120’          | Marcatori            | 10’ Christiansen 114’ Christiansen       |
| Danielson Berg Asoro Löfgren Sabovic | Tiri di rigore 5 – 3 | Kiese Thelin Nielsen Christiansen Olsson |

| Arbitro: | Glenn Nyberg |

|                                      |           |  |
| Olden Larsen 34’ Sadiq 36’ Sadiq 59’ | Marcatori |  |

### Svenska Cupen 2023-2024
| Arbitro: | Jasmin Svraka |

|               |           |                                                                             |
| Igbarumah 31’ | Marcatori | 10’ Milleskog 12’ Qurbanlı 45’ (rig.) Danielson 66’ Milleskog 90’ Radetinac |

### UEFA Europa Conference League 2023-2024

#### Qualificazioni
| Arbitro: | Sander van der Eijk |

|            |           |                     |
| Löfgren 5’ | Marcatori | 29’ Ademi 82’ Kadák |

| Arbitro: | Genc Nuza |

|           |           |             |
| Burch 27’ | Marcatori | 45+6’ Asoro |